# Piękny chłopak
Piękny chłopak (ang. Beautiful Boy) – dramat filmowy z 2010 w reżyserii Shawna Ku.

## Fabuła
Bill (Michael Sheen) i Kate (Maria Bello) są małżeństwem oddanym swojej pracy. Ich małżeństwo staje na krawędzi, gdy otrzymują wiadomość, że ich osiemnastoletni syn Sam zabił kilka osób, a następnie popełnił samobójstwo.

## Obsada
- Michael Sheen jako Bill Carroll
- Maria Bello jako Kate Carroll
- Meat Loaf jako kierownik motelu
- Moon Bloodgood jako Trish
- Kyle Gallner jako Sam Carroll
- Alan Tudyk jako Eric

## Daty premier
- świat – wrzesień 2010
- USA – 3 czerwca 2011